# Euchlaena amoenaria
Euchlaena amoenaria är en fjärilsart som beskrevs av Achille Guenée 1857. Euchlaena amoenaria ingår i släktet Euchlaena och familjen mätare. Inga underarter finns listade i Catalogue of Life.

## Bildgalleri

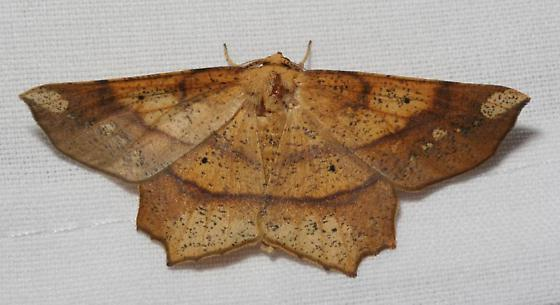
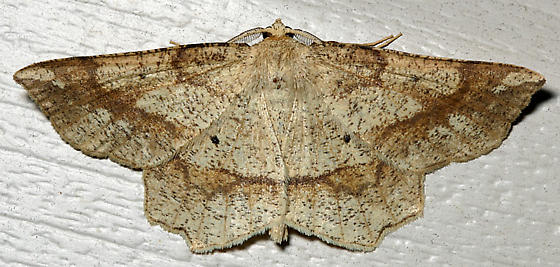